# Андреевка (Рыбницкий район)
Андре́евка — село в Рыбницком районе непризнанной Приднестровской Молдавской Республики на притоке Днестра – р. Рыбница. Административный центр Андреевского сельсовета, куда кроме села Андреевка также входят сёла Пыкалово и Шмалена.
Село  Андреевка  образовано  в 1908  году. На территории административного центра  Андреевка и прилегающих сел  Пыкалово и  Шмалена, общей  площадью 8.55 кв. км, располагаются  400 дворов, в которых  проживает 590  жителей, из них 43 школьника, 136 пенсионеров, 350 человек трудоспособного возраста. На территории  населенных  пунктов  функционируют  основная  общеобразовательная  школа –  детский сад, дом культуры, сельская библиотека,  ФАП, отделение почты и «Сбербанк»,  магазин повседневного спроса.
На территории трех сел имеются 17 общественных колодцев,  1 водонапорная башня. Протяженность  газопровода среднего и низкого давления 14,8 км. Газифицировано 69 домов.
Земли сельскохозяйственного назначения общей площадью 1806 га предоставлены в пользование РМУП “Прогресс” (84 га), ООО “Андреевка-Агро” (1422 га), под пастбища – 350 га.